# Mironcillo
Mironcillo és un municipi de la província d'Àvila, a la comunitat autònoma de Castella i Lleó. Limita amb Niharra i Gemuño, al nord, amb Riofrío a l'est i amb Sotalbo, a l'oest.

## Demografia
| 1991 | 1996 | 2001 | 2004 | 2007 |
| ---- | ---- | ---- | ---- | ---- |
| 139  | 135  | 129  | 137  | 117  |